# U.S. Highway 10
Der U.S. Highway 10 (kurz US 10) ist ein von Westen nach Osten verlaufender United States Highway in den Vereinigten Staaten. Er beginnt an der Interstate 94 und dem U.S. Highway 52 bei West Fargo im Bundesstaat North Dakota und endet an einem Knotenpunkt mit der Interstate 75, dem U.S. Highway 23 und dem Michigan Highway 25 in Bay City im Bundesstaat Michigan.
Die Verbindung über den Michigansee zwischen Ludington und Manitowoc wird mit dem Fährschiff S.S. Badger aufrechterhalten. Außer US 10 nutzt als einziger weiterer U.S. Highway noch der US 9 Fährenverbindungen.

## Verlauf

### North Dakota
Im Bundesstaat North Dakota hat US 10 eine Länge von etwa 13 km. Der Highway führt von der Interstate 94 zum Red River of the North und ist eine der Hauptstraßen in West Fargo und Fargo. Der Highway quert den Red River of the North nach Moorhead.

### Minnesota
Der größte Teil von US 10 ist in Minnesota ein Highway mit getrennten Richtungsfahrbahnen.

### Wisconsin
US 10 gelangt in Prescott nach Wisconsins und führt in südöstlicher Richtung an Neillsville, Marshfield, Stevens Point und Appleton vorbei, bevor der Fähranleger in Manitowoc erreicht wird.

### Michigan

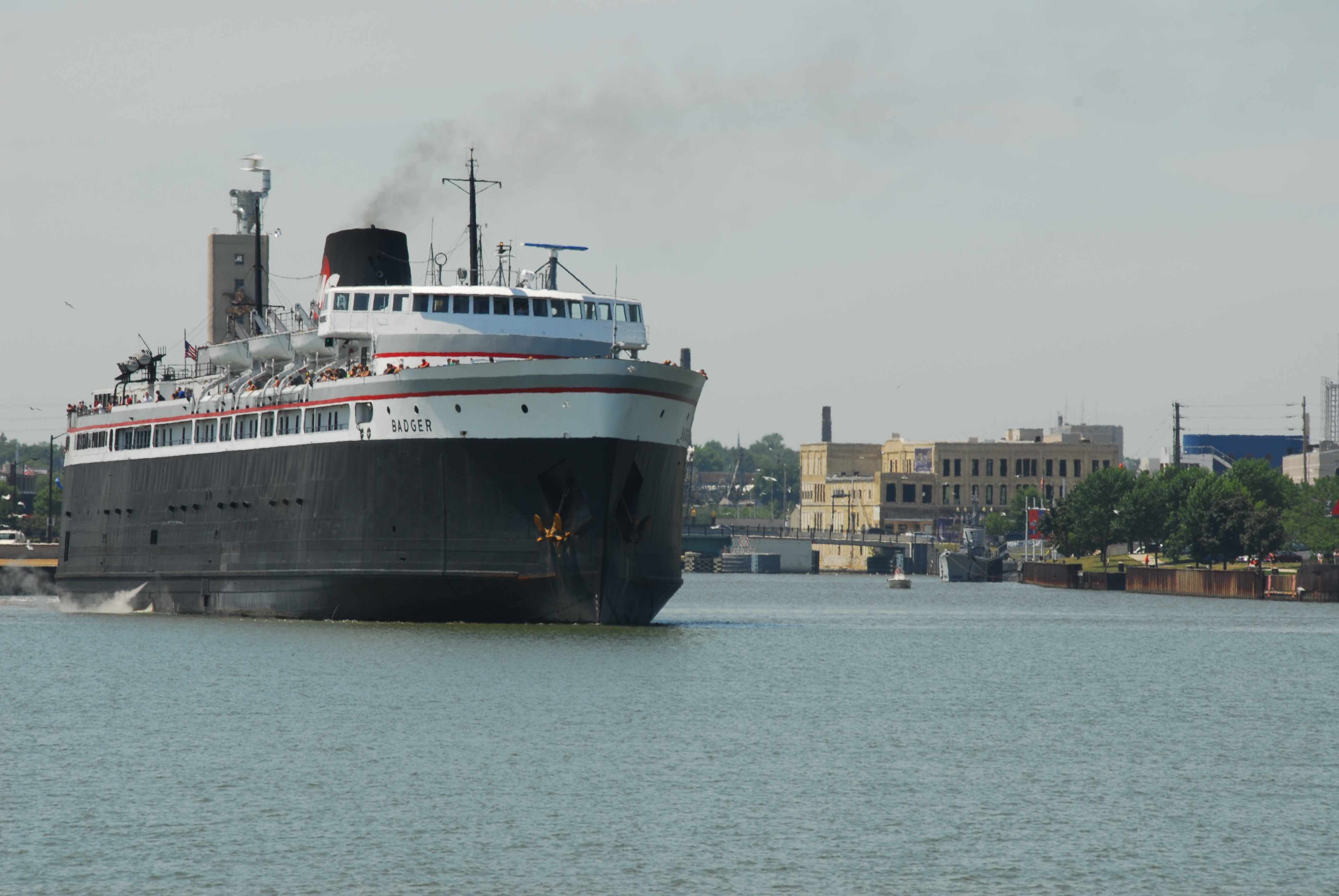
Die SS Badger verbindet die Abschnitte der US 10 in Wisconsin und Michigan

U.S. Highway 10 beginnt nach der Überquerung des Michigansees in Ludington. Zwischen hier und Scottville hat der Highway einen gemeinsamen Verlauf mit U.S. Highway 31. US 10 führt dann ostwärts über Baldwin und Reed City und wird in der Nähe der Kreuzung mit der Michigan State Route 115 zum Freeway. US 127 und US 10 verlaufen bei Clare für kurze Zeit gemeinsam. US 10 führt dann an Midland vorbei und endet an der Interstate 75 in Bay City.

## Geschichte
Ursprünglich verlief die US 10 auch durch Montana, den Idaho Panhandle und Washington, mit dem westlichen Terminus in Seattle. Die Fertigstellung von I-90 und I-94 machte US 10 entlang dieser Route obsolet, auch wenn einige Stücke der alten US 10 Straße in Städten wie Bismarck (North Dakota), Missoula (Montana) und Spokane (Washington) physisch noch bestehen (ohne die Designation als US 10). 
Am östlichen Ende führte US 10 ursprünglich von Midland (Michigan) weiter südlich nach Saginaw (Michigan) auf der Strecke, die heute als M-47 designiert ist. Von dort aus, verlief sie gemeinsam mit U.S. Highway 23 bis kurz vor Flint (Michigan), von wo aus sie als Dixie Highway südöstlich nach Pontiac (Michigan) verlief, um dort den Namen Woodward Avenue zu bekommen, die heute als M-1 designiert ist. Auf dieser Strecke verlief sie geradlinig zum Stadtzentrum von Detroit, wo sie mit US 16, US 25 und US 12 zusammentraf. Dort verschob sich die Strecke zwei Blocks nordöstlich, um am Detroit-Windsor Tunnel nach Kanada zu enden.
In den 1970er Jahren verlor Woodward Avenue die Designierung als US 10, die stattdessen für die Streckenführung der John C. Lodge Freeway (bis dahin als „Business Spur I-696“ bekannt) sowie ein Teil von Telegraph Road verwendet wurde. Erst 1987 wurde US 10 verkürzt, um bei Bay City (Michigan) zu enden. Aus diesem Anlass erhielt dann die Lodge Freeway die Designierung M-10.
Der ursprüngliche Entwurf des U.S. Highway Systems aus dem Jahr 1925 sah vor, dass US 10 von Detroit über Chicago und dann nordwestlich nach Wisconsin verlaufen sollte, auf der Strecke, die US 12 geworden ist.

## Zubringer und Umgehungen
- U.S. Highway 110, gehört heute zur Wisconsin State Route 110
- U.S. Highway 210, gehört heute zur Minnesota State Route 210
- U.S. Highway 310, verläuft zwischen Greybull und Laurel
- U.S. Highway 410, verlief zwischen Aberdeen und Lewiston